# Gajusz Memmiusz (kwestor)
Gaius Memmius (zm. 75 p.n.e.) – rzymski polityk z I w. p.n.e., stronnik Pompejusza, kwestor w 77–75 p.n.e. w Hiszpanii.
Gajusz Memmiusz w 81 p.n.e. jako legat otrzymał od Pompejusza dowództwo na Sycylii, gdy ten przeprawiał się do Afryki, by walczyć z Gnejuszem Domicjuszem Ahenobarbusem, zięciem Cynny. Był mężem Pompei, siostry Pompejusza. W latach 77-75 p.n.e. był kwestorem przy Pompejuszu w Hiszpanii w czasie wojny z Sertoriuszem. Jesienią 77 p.n.e. Pompejusz wysłał go z wojskiem, by zajął Nową Kartaginę (Carthago Nova), ale poniósł klęskę i został zmuszony do odwrotu. Zginął w 75 p.n.e. bitwie z Sertoriuszem i Perperną nad rzeką Turią (uchodzącą do morza koło Walencji) niedaleko Saguntu lub według innych ustaleń w okolicach rzeki Durius (obecnie Duero) w pobliżu Segontii (obecnie Sigüenza) lub Segontii Lanki (obecnie Langa de Duero).